# Paquebote

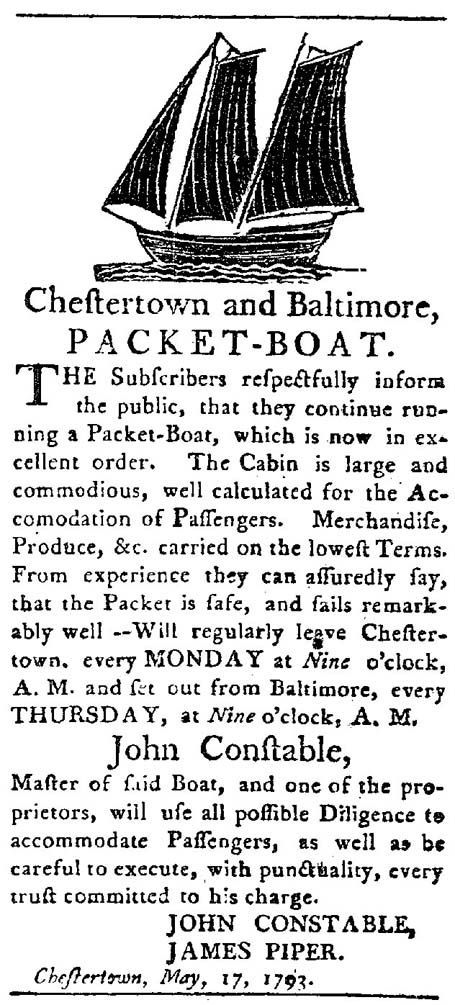
Periódico de 1793 (Chestertown, Maryland) con un anuncio referente a una goleta.

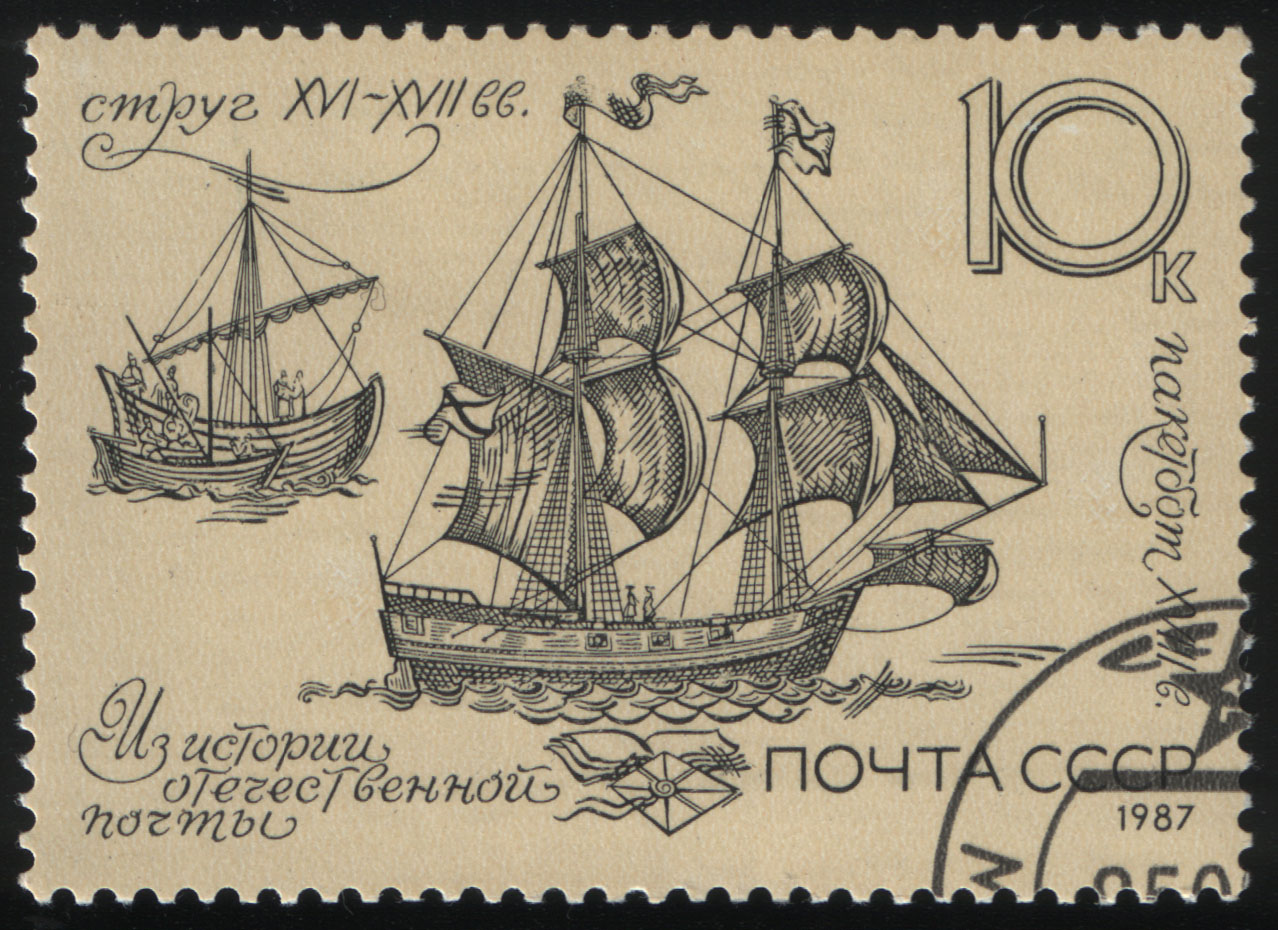
Estampilla postal de la URSS, referente a un navío de correo, serie historia del correo doméstico.

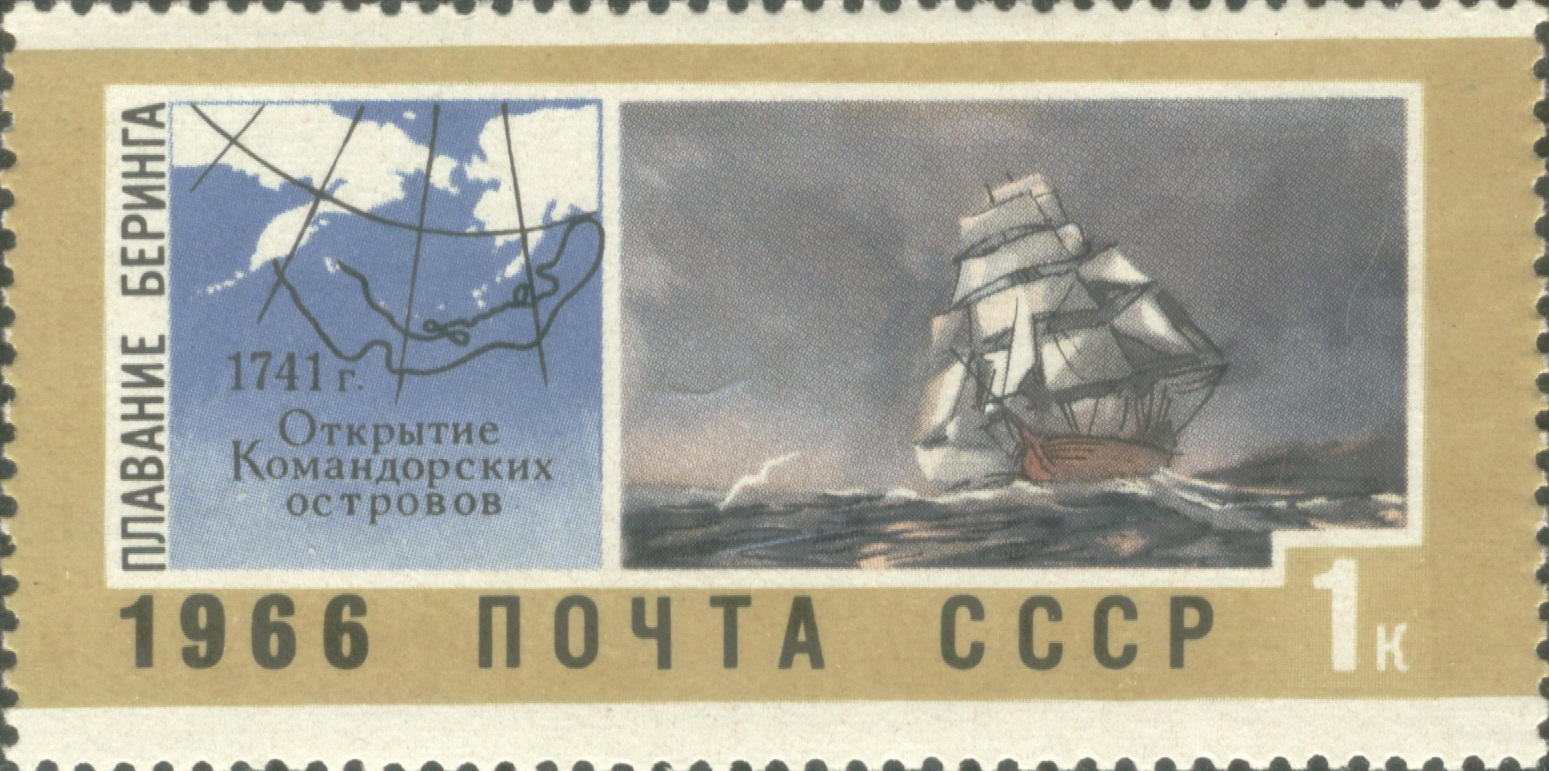
Otra estampilla postal de la URSS, también de la serie historia del correo doméstico.

Se llama paquebote a una embarcación semejante al bergantín, con la diferencia de no ser tan fina y de llevar vela mayor redonda como las fragatas, así como mesana en lugar de cangreja y envergada en el esnón del husillo.
Solía servir el paquebote para llevar la correspondencia pública así como generalmente también pasajeros de puerto a puerto. Posteriormente, los paquebotes se convirtieron en barcos de vapor y a los más importantes de entre ellos se los llamó «transatlánticos» (o «navíos transatlánticos»).
Conviene resaltar que este término «paquebote» en castellano ya casi no se usa, puesto que ya no es habitual llevar correspondencia en barcos, y puesto que al modernizarse los barcos, en castellano se impusieron en la práctica los citados términos «transatlántico» y «barco de vapor».
En inglés y francés los términos respectivos son «packet-boat» y «paquebot», y aunque en principio estos vocablos también se aplicaban a los navíos que transportaban correo, en francés el concepto evolucionó y hoy día designa a los propios «navíos transatlánticos».